# Подспоре
Подспоре (на украински: Подспор'є, на руски: Подспорье) е селище в Украйна, разположено в Приморски район, Запорожка област.
През 2001 година населението му е 458 души.